# Shelby (Montana)
Shelby város az USA Montana államában, Toole megyében, melynek megyeszékhelye is. Lakosainak száma 3169 fő (2020. április 1.).

## Népesség
A település népességének változása:

| 2010 | 3 376 |
| 2020 | 3 169 |